# これは知ってナイト
『これは知ってナイト』（これはしってナイト）は、1993年4月から1995年3月まで、テレビ朝日系で放送された朝日放送制作の情報ドキュメント番組である。放映時間は毎週火曜21:00 - 21:54 （JST）。

## 番組概要
やらせ問題で打ち切りとなった『素敵にドキュメント』（1987年10月23日 - 1992年9月25日・毎週金曜21:00 - 21:54） に代わる朝日放送制作の情報ドキュメント番組として放送された。司会進行役は、西田敏行と峰竜太が務めた。
本番組は、「素敵にドキュメント」のやらせ問題の反省を踏まえつつ、コンセプトとテイストを生かした内容だった。
2年間の放送が続けられたが、1995年3月の番組の終了と同時に西田は降板、峰は引き続きテレビ朝日系火曜21時枠で板東英二と共に情報ドキュメント番組『興味しんしん丸』の司会を担当した。
1995年1月17日は当日朝に発生した阪神・淡路大震災の関連報道のため、直後の『ニュースステーション』（テレビ朝日制作）を前倒しした事に伴い休止した。

## 主な放送シリーズ
- 「人気最新台パチンコ攻略法を教えます!!」
- 「独占取材!刑務所潜入24時」
- 「人気TV番組の裏側教えます!!」
- 「お薦め旅特選今が買い時!人気のある旅館最新情報」

など。

## スタッフ
- タイトル制作：白組
- プロデューサー：森本茂樹（ABC）
- チーフプロデューサー：大熊邦也（ABC）
- 制作協力：リュウホン ほか
- 制作著作：ABC（朝日放送）

## ネット局
| 放送対象地域  | 放送局           | 系列           | 備考               |
| ------------- | ---------------- | -------------- | ------------------ |
| 近畿広域圏    | 朝日放送         | テレビ朝日系列 | 制作局             |
| 関東広域圏    | テレビ朝日       | テレビ朝日系列 |                    |
| 北海道        | 北海道テレビ     | テレビ朝日系列 |                    |
| 青森県        | 青森朝日放送     | テレビ朝日系列 |                    |
| 宮城県        | 東日本放送       | テレビ朝日系列 |                    |
| 秋田県        | 秋田朝日放送     | テレビ朝日系列 |                    |
| 山形県        | 山形テレビ       | テレビ朝日系列 |                    |
| 福島県        | 福島放送         | テレビ朝日系列 |                    |
| 新潟県        | 新潟テレビ21     | テレビ朝日系列 |                    |
| 長野県        | 長野朝日放送     | テレビ朝日系列 |                    |
| 静岡県        | 静岡朝日テレビ   | テレビ朝日系列 | [ 2 ]              |
| 石川県        | 北陸朝日放送     | テレビ朝日系列 |                    |
| 中京広域圏    | 名古屋テレビ     | テレビ朝日系列 |                    |
| 広島県        | 広島ホームテレビ | テレビ朝日系列 |                    |
| 山口県        | 山口朝日放送     | テレビ朝日系列 | 1993年10月開局から |
| 香川県 岡山県 | 瀬戸内海放送     | テレビ朝日系列 |                    |
| 福岡県        | 九州朝日放送     | テレビ朝日系列 |                    |
| 長崎県        | 長崎文化放送     | テレビ朝日系列 |                    |
| 熊本県        | 熊本朝日放送     | テレビ朝日系列 |                    |
| 大分県        | 大分朝日放送     | テレビ朝日系列 | 1993年10月開局から |
| 鹿児島県      | 鹿児島放送       | テレビ朝日系列 |                    |